# 拉德加斯特
拉德加斯特（德語：Radegast，發音：[ˈʁaːdəˌɡast] ⓘ），正式名称拉德加斯特城（德語：Stadt Radegast），是德国萨克森-安哈尔特州安哈尔特-比特费尔德县曾经的一个市镇，面积3.95平方千米，2007年12月31日人口为1,195人。2010年1月1日，拉德加斯特与另外17个市镇合并为新市镇南安哈尔特。